# Andreas Olsen Sæhlie
Andreas Olsen Sæhlie (1 de agosto de 1832 – 27 de agosto de 1895) fue un granjero, dueño de una destilería y político noruego.
Nació en Vang, Provincia de Hedmark. Su hija Christiane estuvo casada con el coronel Birger Eriksen. Andreas Sæhlie heredó la granja y destilería de su padre, la cual hizo expandir de forma significativa. En su período de mayor auge, su destilería entregó el 10% del total de bebidas alcohólicas a base de patatas, que se comercializaban en Noruega. Posteriormente ingresó a la política, siendo diputado del Storting para los periodos 1868–1870, 1871–1873, 1874–1876 y 1877–1879. En un inicio, fue militante del Venstre, y posteriormente se afilió con el Høyre.